# Marianna Dmochowska
Marianna Antonina Dmochowska (ur. 10 sierpnia 1903 w Sosnowcu, zm. 19 maja 2000 w Krakowie) – polska działaczka społeczna i charytatywna, nauczycielka. Organizatorka Krajowej Centrali Caritas. W latach 1950–1957 zakonnica.

## Życiorys
Urodzona 10 sierpnia 1903 roku w Sosnowcu, była jedną z siedmiorga dzieci Dmochowskich. Jej ojciec był kasjerem, a następnie dyrektorem w Browarze niedaleko Gwarectwa hr. Renard. Chrzest przyjęła 27 sierpnia 1903 w parafii Zagórze. 10 maja 1913 w parafii p.w. Matki Bożej Wniebowziętej przyjęła pierwszą komunię. Sakramentu bierzmowania dostąpiła 15 sierpnia 1920 r. w parafii Nowy Sielec. Początkowe wykształcenie siostry otrzymały od matki, Antoniny Dmochowskiej. Marianna wraz z siostrą Krystyną zostały przyjęte do Żeńskiej Szkoły Handlowej 1 września 1912, która została wkrótce przemianowana na Żeńskie Państwowe Gimnazjum im. Emilii Plater. Ich matka działała w funkcjonującym w szkole Kole Opieki. W II klasie, czyli w 1914 roku, siostry wstąpiły do szkolnej drużyny harcerskiej im. Emilii Plater. Marianna została drużynową drużyny. W maju 1922 roku zdała maturę.

### Poznań
W październiku 1922 roku została przyjęta na Uniwersytet Poznański. Aby sfinansować studia podjęła pracę jako korepetytorka, pracując po 5 godzin dziennie. 8 grudnia 1922 wstąpiła do Stowarzyszenia Młodzieży Akademickiej Odrodzenie, a 29 kwietnia 1923 do Sodalicji Mariańskiej. W 1924 roku ukończyła kurs awionautyki w Aeroklubie Akademickim uniwersytetu w Poznaniu. Awionautyka była kosztowną pasją, przez co musiała z niej zrezygnować. Gruźlica, na którą zapadła, i związane z tym leczenie w latach 1925–1927 spowodowały przedłużenie studiów. Dyplom nauczycielski zdobyła po zdaniu egzaminów teoretycznych z rachunku różniczkowego i całkowego z teorii funkcji geometrii analitycznej i przestrzennej a także z fizyki teoretycznej i doświadczalnej. Ponadto udało jej się zdać egzaminy z ukierunkowaniem pedagogicznym z filozofii, psychologii, pedagogiki, higieny, wychowania fizycznego oraz wymowy. Jeszcze w 1926 roku podjęła pracę w prowadzonym przez Zakonnice Najświętszego Serca Jezusowego Zakładzie Wychowawczo-Naukowym w Polskiej Wsi. Trzy lata później zaczęła również pracę w Państwowym Gimnazjum w Poznaniu. Prócz tego od 1928 roku pracowała w Pedagogium Akademickim, gdzie zajmowała się dokształcaniem dorosłych.
Od 1928 do 1930 roku studiowała w Wyższej Katolickiej Szkole Społecznej w Poznaniu, gdzie zdobyła niezbędną wiedzę jak i umiejętności oraz doświadczenie potrzebne do skutecznego prowadzenia akcji charytatywnych. Praktykę odbywała w latach 1929-1930 w instytucjach opieki w Wiedniu, Paryżu, Brukseli, Fryburgu i Wrocławiu. 1 października 1930 roku była wolontariuszką Wydziału Opiekuńczego w Związku Dobroczynności Caritas w Poznaniu. Organizowała tam opiekę dla ponad 300 dzieci z kresów wschodnich, które straciły rodziców w wyniku wojny z bolszewikami. Marianna zajmowała się kształceniem zawodowym swych podopiecznych. W ramach swej działalności w Caritasie pełniła funkcje kuratora sądowego.

### Powtórnie w Sosnowcu
4 kwietnia 1931 r. zmarła matka Marianny, przez co zmuszona była ona do zaprzestania działalności w Poznaniu i wyjazdu do domu. Będąc już w Sosnowcu ponownie zajęła się działalnością w Caritasie zostając jego sekretarką na okręg Zagłębia Dąbrowskiego. Na nowym stanowisku udało jej się utworzyć 17 Oddziałów Stowarzyszenia Pań Miłosierdzia św. Wincentego a Paulo. 1 września otrzymała zadanie zorganizowania parafii przy kościele Wniebowzięcia Najświętszej Maryi Panny w Sosnowcu. Później pomagała w sporządzaniu kartoteki parafialnej Sosnowca i założeniu Akademii Papieskiej. Podczas tego powrotu do rodzinnego Sosnowca Marianna zaangażowała się też w życie swej dawnej szkoły. W gimnazjum im. Emilii Plater pomagała w tworzeniu koła Byłych Wychowanek Żeńskiego Gimnazjum im. Emilii Plater. W gimnazjum prowadziła przez dwa lata nieodpłatne zajęcia. Brała także udział w organizacji 25-lecia szkoły. W tym też czasie w 1933 roku złożyła na swojej uczelni (poznańskiej?) pracę dyplomową „Teoria reszt kwadratowych i teoria form kwadratowych” - dzięki czemu uzyskała dyplom uprawniający do nauczania matematyki i fizyki w szkołach średnich.

### Wyjazd do Tarnowa
We wrześniu 1934 roku wyjechała do Tarnowa, gdzie 1 października objęła funkcję sekretarza generalnego Katolickiego Stowarzyszenia Kobiet. Na nowym stanowisku spisywała się bardzo dobrze, redagowała „Własnymi siłami. Miesięcznik dla kobiety katolickiej” i prowadziła szkolenia. W 1936 roku objęła także stanowisko sekretarza diecezji Caritas w Tarnowie. W ten sposób stała się bliską współpracowniczką księdza doktora Karola Pękali. 

### II wojna światowa
We wrześniu 1939 roku w Tarnowie pomagała w organizacji punktu żywienia. Brała również udział w zakwaterowaniu na terenie diecezji Tarnowskiej ponad 7 tysięcy ludzi wysiedlonych przez Niemców z Wielkopolski i Pomorza. W okresie okupacji zaangażowała się w pomoc uciekinierom i ich rodzinom. Marianna poznała wówczas Karolinę Lanckorońską i pomogła jej w organizacji pomocy żywnościowej dla więźniów i przesiedleńców. W połowie stycznia 1945 Dmochowska z upoważnieniem księcia kardynała Adama Stefana Sapiehy zorganizowała Krajową Centralę Caritas w Krakowie.

### Czasy powojenne
Od sierpnia 1947 była kierownikiem przedstawicielstwa Caritas Gdyni, które przyjmowało dary zagraniczne. Aresztowanie przez Urząd Bezpieczeństwa w 1950 i prawie trzymiesięczny pobyt w więzieniu przerwał jej działalność. Przez utrudnienia władz w działalności charytatywnej osób świeckich w ramach Kościoła Katolickiego Marianna wstąpiła 1 września 1950 roku do Zgromadzenia Sióstr Służebniczek Najświętszej Maryi Panny w Dębicy. Tam odbyła postulat, nowicjat i spędziła 6 lat ślubów czasowych. W tym też roku została odznaczona z wydanej w 1938 roku prośby biskupa Franciszka Lisowskiego krzyżem Pro Ecclesia et Pontifice. W 1957 roku wystąpiła ze zgromadzenia, aby opiekować się 90-letnim ojcem. Po śmierci ojca w 1959 roku pracowała jako katechetka w szkole podstawowej w Radiowie. 1 września 1960 roku rozpoczęła trwającą prawie 26 lat prace w Zakładzie dla Niewidomych w Laskach koło Warszawy. Na emeryturę przeszła w 1963 roku, ale kontynuowała działalność w Zakładzie dla Niewidomych. W Laskach Dmochowska napisała książkę poświęconą życiu i działalności księdza doktora Karola Pękali. 20 grudnia 1985 roku zamieszkała u swej siostry Krystyny i jej męża Rajmunda Węsierskich w Krakowie. Od sierpnia 1998 roku zaczęła poważnie chorować, najpierw na zapalenie oskrzeli i płuc, później na serce i niewydolność krążenia. Ostatnie 2 miesiące życia spędziła w szpitalu, gdzie amputowano jej lewą nogę. Zmarła na serce 19 maja 2000 roku w szpitalu kolejowym w Krakowie w wieku 97 lat.